# Oxyprora surinamensis
Oxyprora surinamensis är en insektsart som beskrevs av Ludwig Redtenbacher 1891. Oxyprora surinamensis ingår i släktet Oxyprora och familjen vårtbitare. Inga underarter finns listade i Catalogue of Life.